# Hubert Behler
Hubert Behler (* 5. Januar 1927 in Bad Salzbrunn; † 24. September 2010) war ein deutscher Kommunalbeamter.

## Werdegang
Behler wurde am 1. Februar 1962 zum Gemeindedirektor der westfälischen Gemeinde Epe. Nach Eingemeindung in die Stadt Gronau (Westf.) im Zuge der kommunalen Neugliederung Nordrhein-Westfalens im Jahr 1975 wurde er Erster Beigeordneter der Stadt mit der Bezeichnung 2. Stadtdirektor und übernahm die Leitung des Dezernats für Finanzen, Sicherheit und Ordnung sowie Soziales. Am 1. Februar 1982 wurde er zum Stadtdirektor der Stadt Gronau gewählt. In diesem Amt blieb er bis zu seinem Eintritt in den Ruhestand zum 31. Januar 1991.

## Ehrungen
- 1991: Verdienstkreuz 1. Klasse der Bundesrepublik Deutschland
„für seine besonderen Verdienste und den unermüdlichen Einsatz für die Menschen in der Stadt Gronau, die von der wirtschaftlichen Krise in der Textilindustrie besonders getroffen waren“
- Stadtplakette in Gold der Stadt Gronau (Westf.)
„für sein außergewöhnliches Engagement zum Wohle der Stadt“